# Reformierte Kirche San Giorgio (Borgonovo)

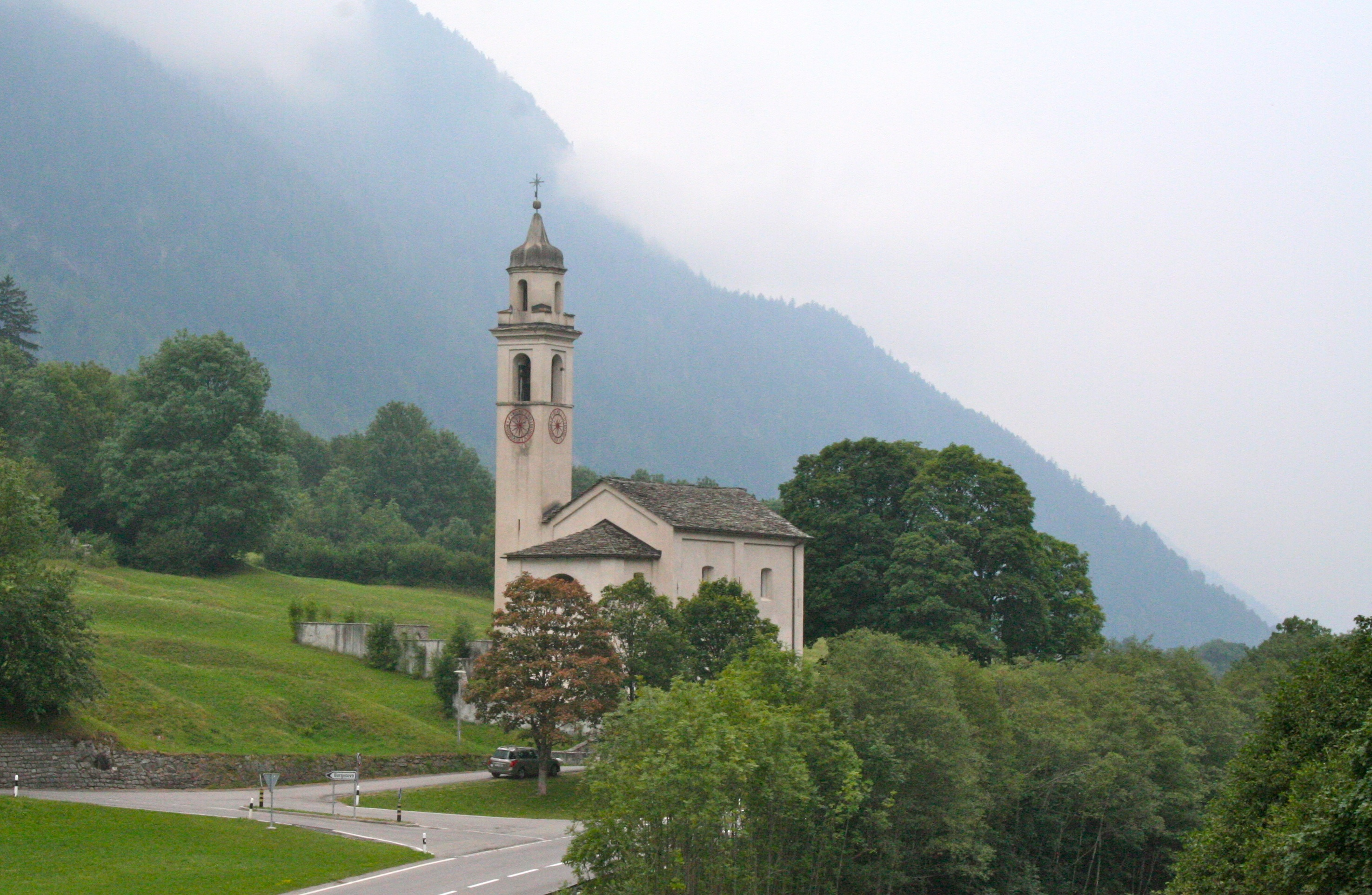
San Giorgio

Die reformierte Kirche San Giorgio (italienisch für «Sankt Georg», offenbar existierte ein mittelalterlicher Vorgängerbau unter dem Patrozinium des heiligen Georg) im zu Stampa gehörenden Dorf Borgonovo im Bergell ist ein evangelisch-reformiertes Gotteshaus unter dem Denkmalschutz des Kantons Graubünden. Sie steht am westlichen Dorfrand.

## Geschichte und Ausstattung
1327 wird die Kirche erstmals erwähnt. Der heutige Bau wurde 1694 in der Zeit des Spätbarock als Saalkirche errichtet. Der Turm steht als Campanile mit zweistöckiger Glockenstube hangwärts an die Fassade anliegend.
In der Lünette an der abschliessenden Wand des rechteckigen Chores befindet sich seit 1935 ein Gemälde von Augusto Giacometti zu Jesu Einzug in Jerusalem. Die Kanzel stammt aus dem Jahr 1695, der Abendmahltisch mit Marmorfuss aus der Zeit um 1760.
Im Friedhof sind Augusto, Giovanni, Alberto und Diego Giacometti sowie die Malerin Elvezia Michel-Baldini begraben.

## Kirchliche Organisation
Borgonovo bildet mit den anderen Bergeller Dörfern die Kirchengemeinde Bergell/Bregaglia.  

## Galerie

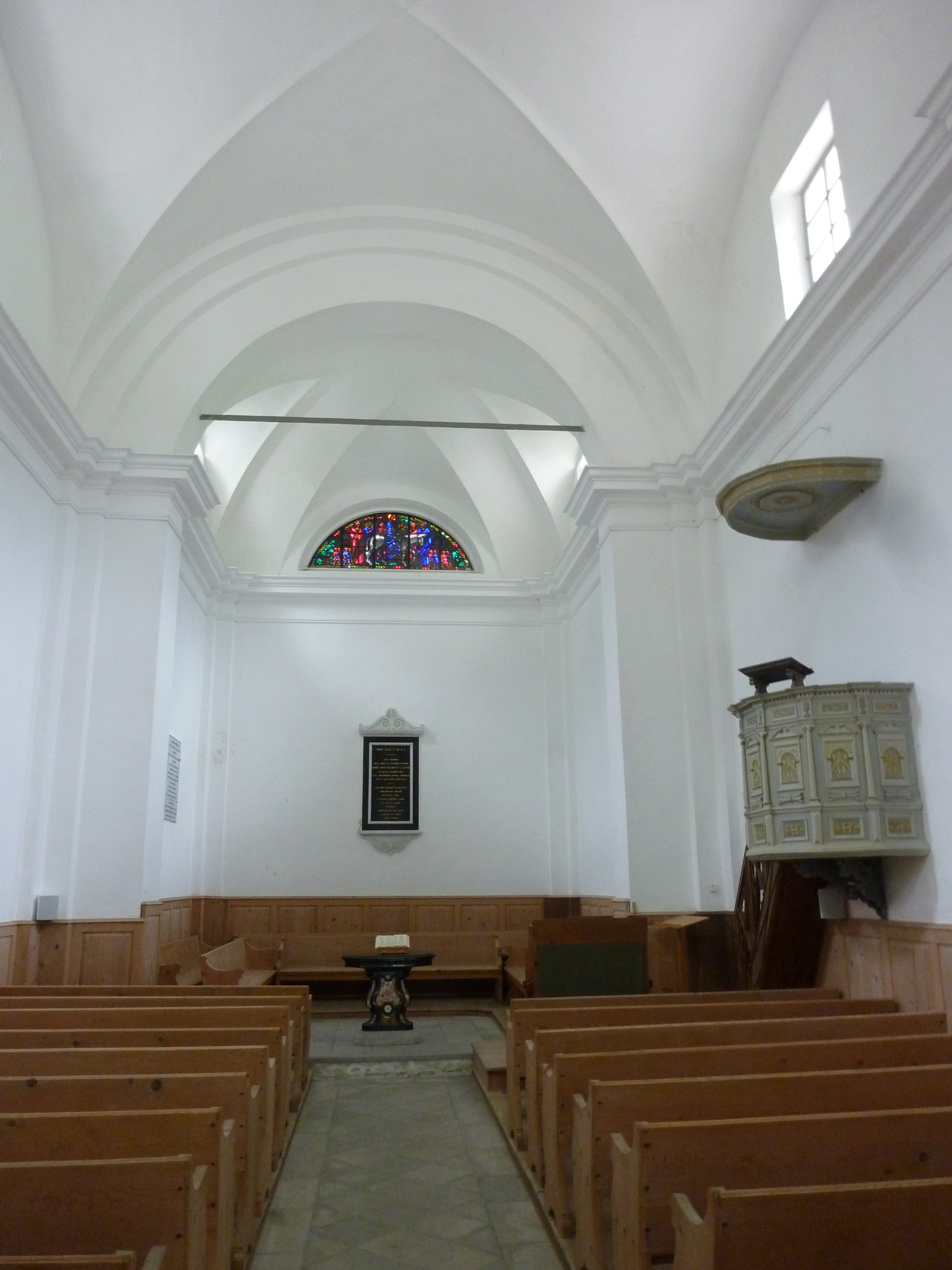
Blick zum Chor
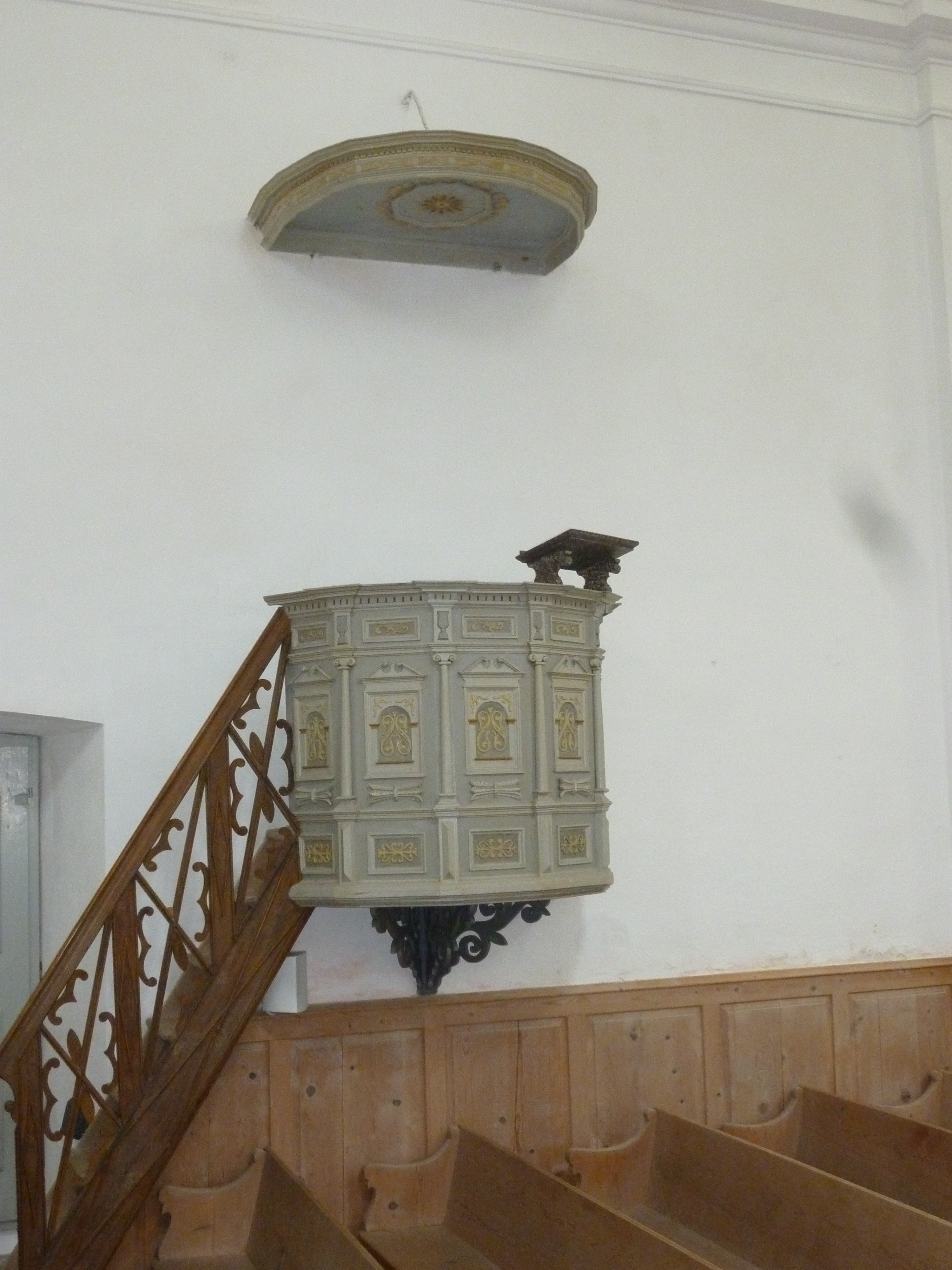
Kanzel
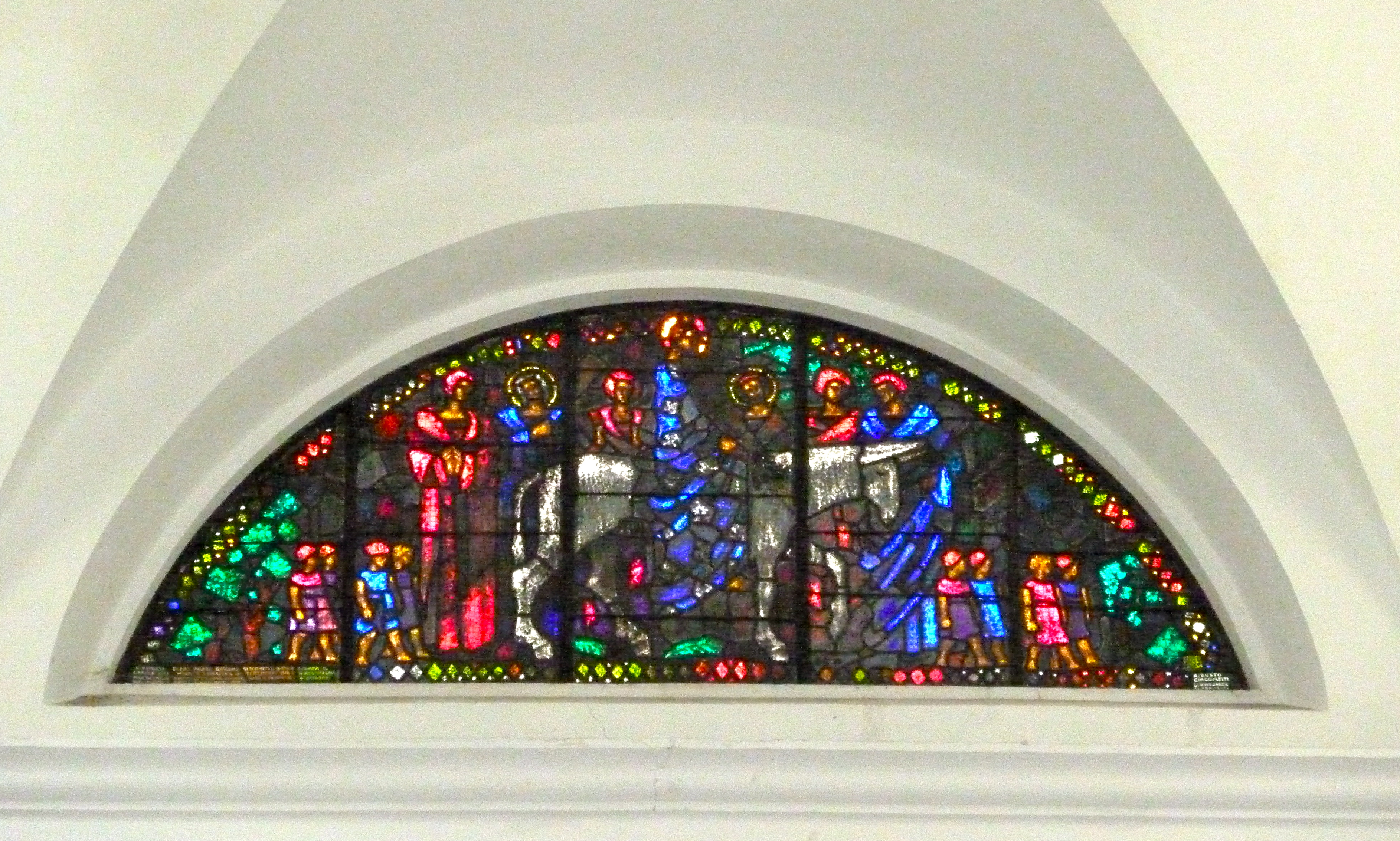
Glasfenster von Augusto Giacometti
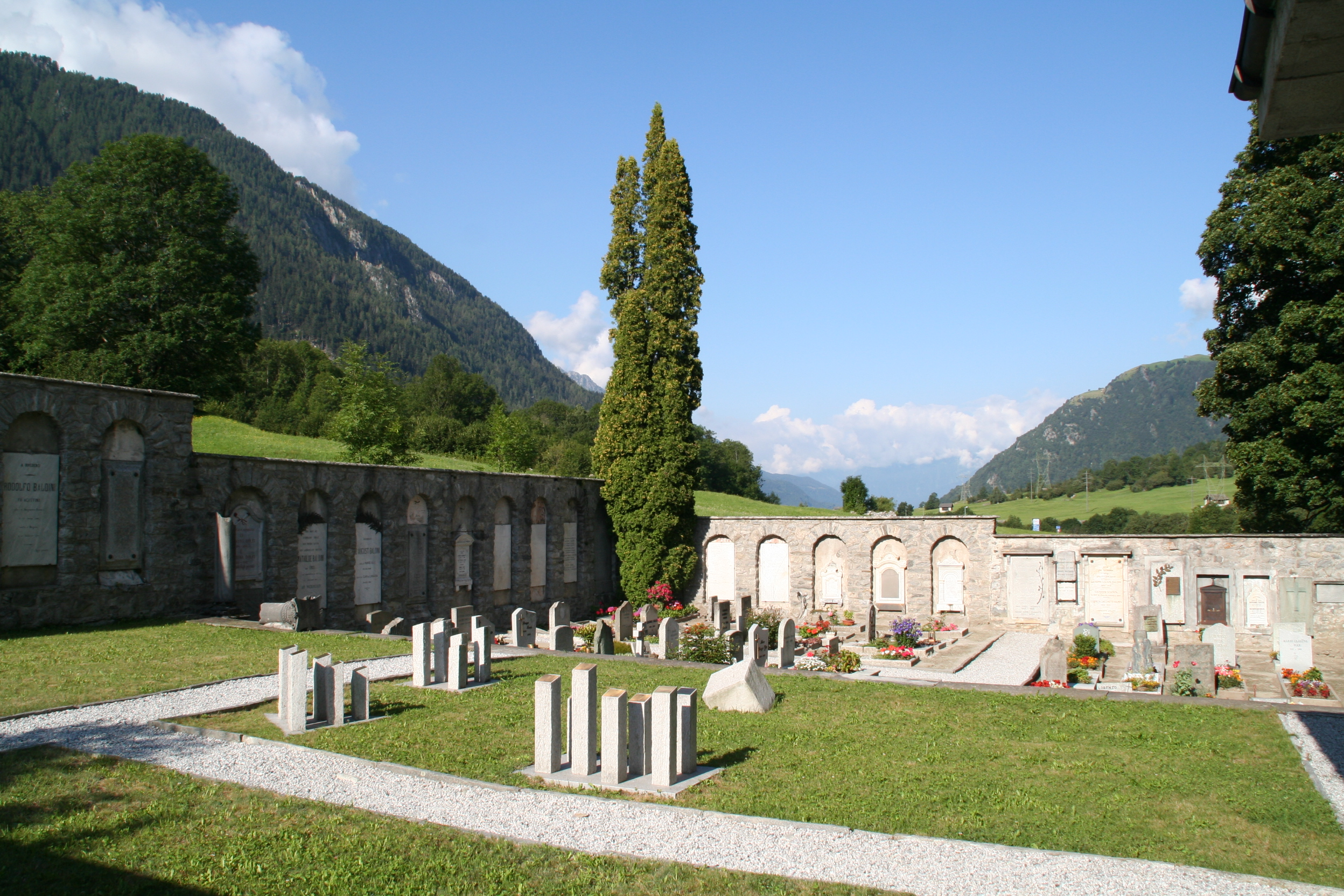
Friedhof